# Grantjärnen (Skallsjö socken, Västergötland, vid Stålebo)
Grantjärnen är en sjö i Lerums kommun i Västergötland och ingår i Göta älvs huvudavrinningsområde.